# Dorobanțu (Tulcea)
Dorobanţu é uma comuna romena localizada no distrito de Tulcea, na região de Dobruja. A comuna possui uma área de 118.80 km² e sua população era de 1596 habitantes segundo o censo de 2007.